# توکمه‌تپه
توکمه تپه مربوط به دوره ساسانیان است و در شهرستان خدابنده، بخش مرکزی، روستای کسیک واقع شده و این اثر در تاریخ ۲۷ مرداد ۱۳۸۲ با شمارهٔ ثبت ۹۶۹۱ به‌عنوان یکی از آثار ملی ایران به ثبت رسیده است.